# もったいない通販
『もったいない通販』（もったいないつうはん）は、2023年1月22日からテレビ朝日で放送されている通販番組。

## 概要
サステナブルの観点から「MOTTAINAI」という言葉が世界中に広がっていることに着目し、久本雅美を中心とする「モッタイナイシスターズ」が地球にも家計にも優しい商品を紹介する。
テレビ朝日での放送後、テレビ朝日系列局のほか、BS朝日でも同様の内容が遅れネットにて放送される。さらに、『もったいない通販 傑作選』と題して地上波で再放送されることもある。

## 放送履歴
| 回 | 初回放送日時                 | スタジオ出演者                                                 | コーナー出演 | VTR出演        |
| -- | ---------------------------- | -------------------------------------------------------------- | ------------ | -------------- |
| 1  | 2023年 1月22日 15:20 - 16:15 | 久本雅美、向井慧（パンサー）、中村仁美、片岡安祐美             | 松平健       | 原口あきまさ   |
| 2  | 3月12日 13:55 - 14:50        | 久本雅美、中村仁美、太田博久（ジャングルポケット）、片岡安祐美 | 河北裕介     | 中川パラダイス |